# アンクル級通報艦
| アンクル級通報艦                  | アンクル級通報艦 |
| --------------------------------- | --- |
| 画像をアップロード                | |
| 艦級概観                          | |
| 艦種                              | 通報艦 |
| 艦名                              | |
| 前級                              | エーレット級通報艦 |
| 次級                              | フラマン |
| 性能諸元（（）内は第2期グループ） | |
| 排水量                            | 常備：604トン 満載：-トン                                                                                                  |
| 全長                              | 76.2m |
| 水線長                            | -m |
| 全幅                              | 8.6m |
| 吃水                              | 3.2m |
| 機関                              | ド・テンム式重油・石炭混焼水管缶2基 +パーソンズ式直結タービン2基2軸推進                                                    |
| 最大出力                          | 5,000hp |
| 最大速力                          | 20.0ノット |
| 航続距離                          | 11ノット/4,000海里（重油：143トン）                                                                                        |
| 乗員                              | 107名 |
| 兵装                              | カネー 1917年型 10cm（45口径）単装速射砲4基 カネー 1902年型 6.5m（50口径）単装速射砲1基 オチキス4.7cm（43口径）単装機砲3基 |

アンクル級通報艦（フランス語: Aviso colonial Classe Ancre）は、フランス海軍が第一次世界大戦前に建造した通報艦で同海軍では一等通報艦に類別していた。本級はフランスが世界中に持っていた植民地（フランス植民地帝国）や保護国を警備するために建造された艦級である。

## 概要
通報艦とは二通りあり、一つは艦隊に付随して敵艦隊の情報を艦隊に通信する艦隊通報艦が主流であったが、その役割は艦隊の前衛たる駆逐艦が担う事となり、もう一つは本国から海外領土や植民地への海路を警備し、現地での権益と治安を保護するための活動を行う植民地通報艦があり、イギリス海軍ではスループがその役割を担っていたがフランス海軍では独自に通報艦（Aviso）として整備し続けていた。
本級は1917年度海軍計画により3隻の建造が認められ竣工した。

## 艦形について
本級の船体は平甲板型船体であった。艦首が切り立った艦首形状で乾舷の高い艦首甲板上に「10cm（45口径）速射砲」を防楯の付いた単装砲架で1基、左右を7.6cm単装高角砲が片舷1基ずつ計2基配置された。上部構造物の前部マストと両脇に船橋をもつ箱型の艦橋が上に立つ。
船体中央部に1本煙煙突が立ち、煙突の後部は艦載艇置き場となっており、船体後部の舷側の2本1組のボート・ダビッドが片舷1基ずつ計2基により運用された。左右の舷側甲板上に片舷1基ずつ10cm速射砲が1基ずつ配置された。後部居住区を基部として単脚式の後部マスが立ち、その背後に2番主砲が後ろ向きに1基装備された。

## 同型艦
- 「アンクル（Ancre）」

ロリアン社造船所にて1917年5月13日に起工、1918年4月進水、1918竣工。1940年に除籍後解体処分。
- 「スカルプ（Scarpe）」

ロリアン社造船所にて1917年に起工、同年10月31日進水、1918年竣工。1938年除籍後解体処分。
- 「スイップ（Suippe）」

ブレスト海軍造船所にて1917年起工、1918年4月進水、1918年竣工。1940年7月3日にイギリス海軍に鹵獲。

## 参考図書
- 「世界の艦船増刊第17集　第2次大戦のフランス軍艦」（海人社）
- 「Conway All The World's Fightingships 1906–1921」（Conway）
- 「Conway All The World's Fightingships 1922-1946」（Conway）
- 「Jane's Fighting Ships Of World War I」（Jane）